# Trentepohlia (Mongoma) atrobasalis
Trentepohlia (Mongoma) atrobasalis is een tweevleugelige uit de familie steltmuggen (Limoniidae). De soort komt voor in het Afrotropisch gebied.